# تلمبه حجتیه
تلمبه حجتیه یک منطقهٔ مسکونی در ایران است که در دهستان کشکوئیه واقع شده‌است.